# Paonias
Paonias este un gen de molii din familia Sphingidae. 

## Specii
- Paonias astylus - (Drury 1773)
- Paonias excaecatus - (JE Smith 1797)
- Paonias macrops - Gehlen, 1933
- Paonias myops - (JE Smith 1797)
- Paonias wolfei - Cadiou & Haxaire 1997

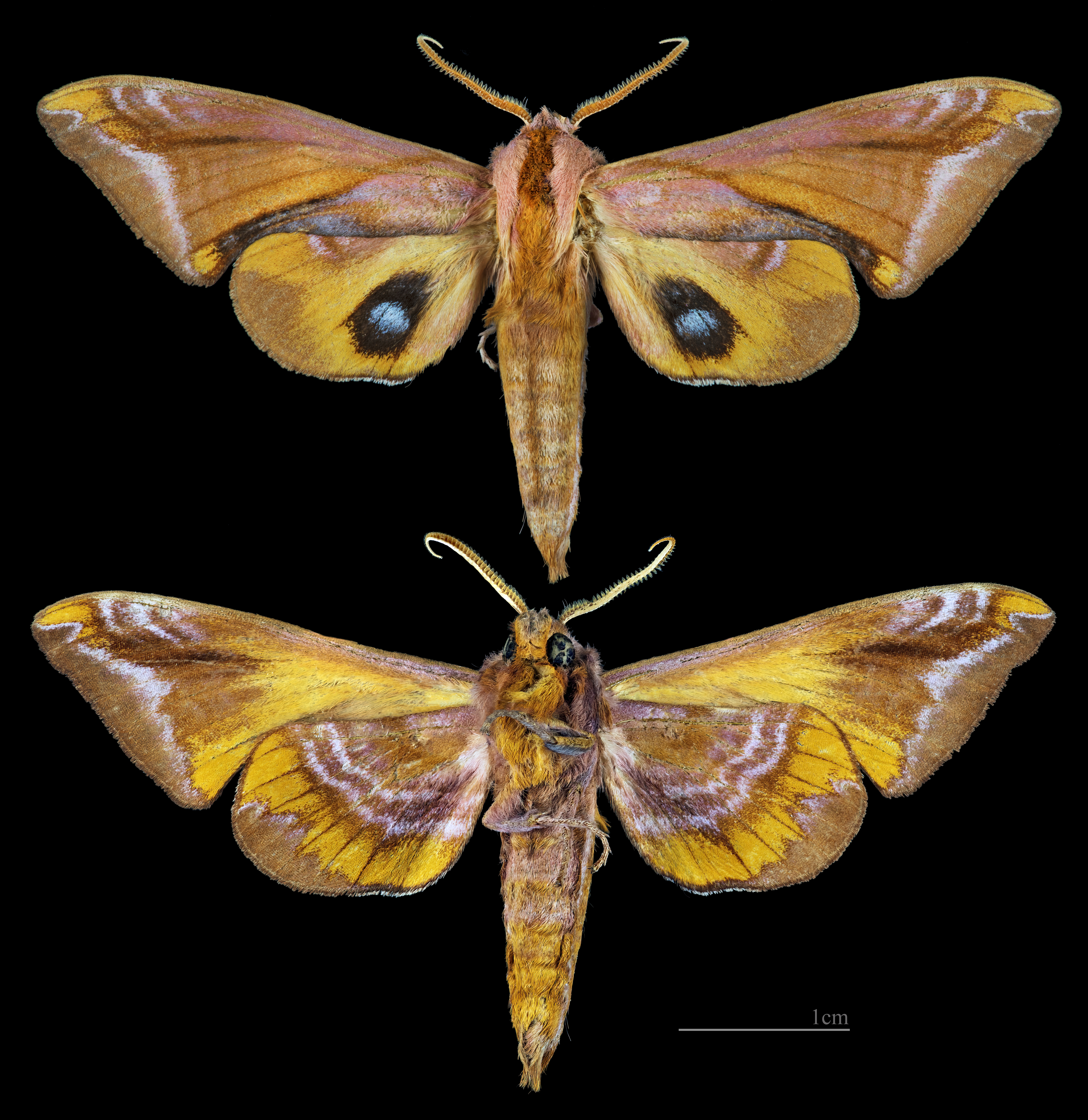
Paonias astylus
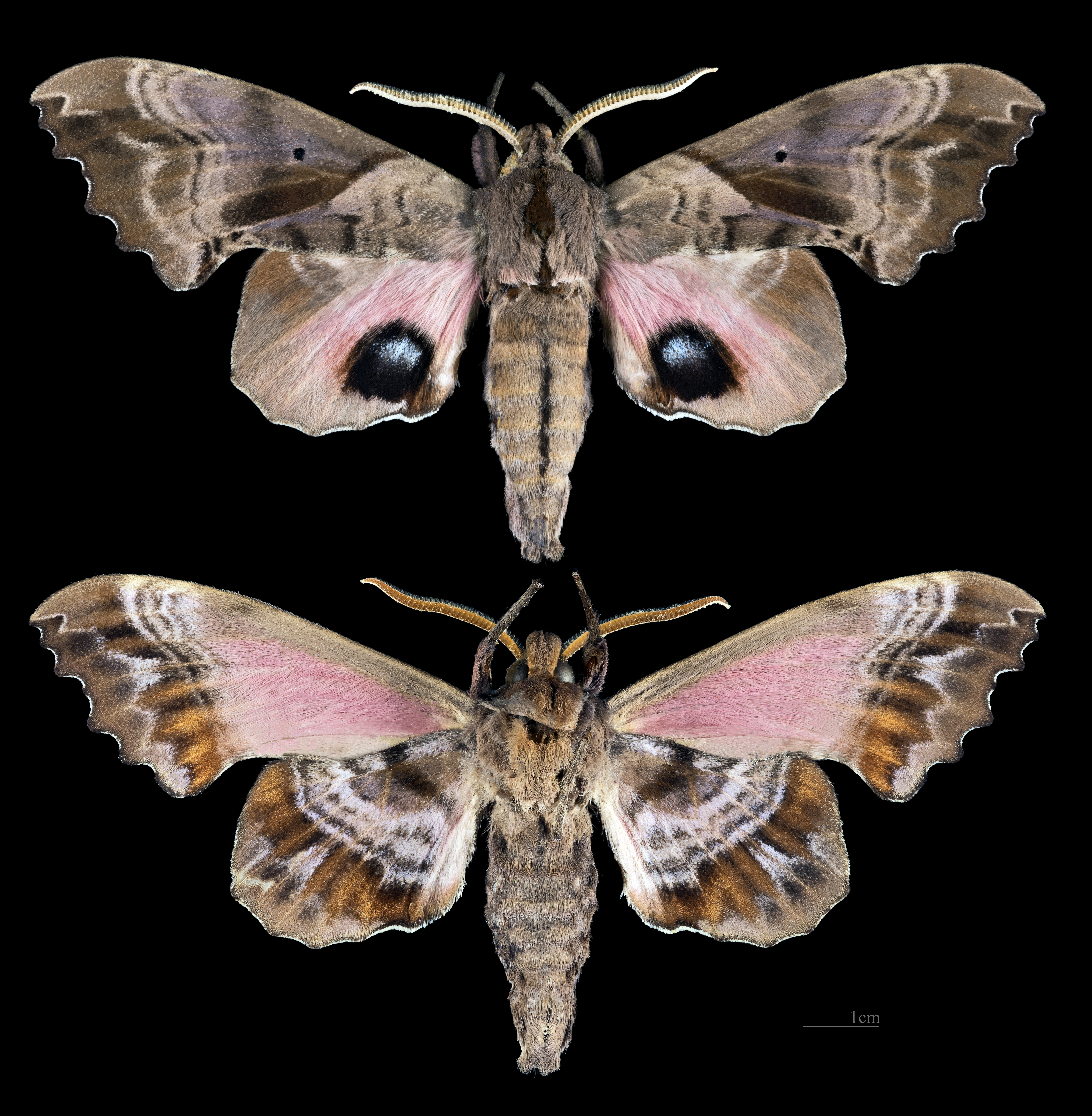
Paonias excaecatus
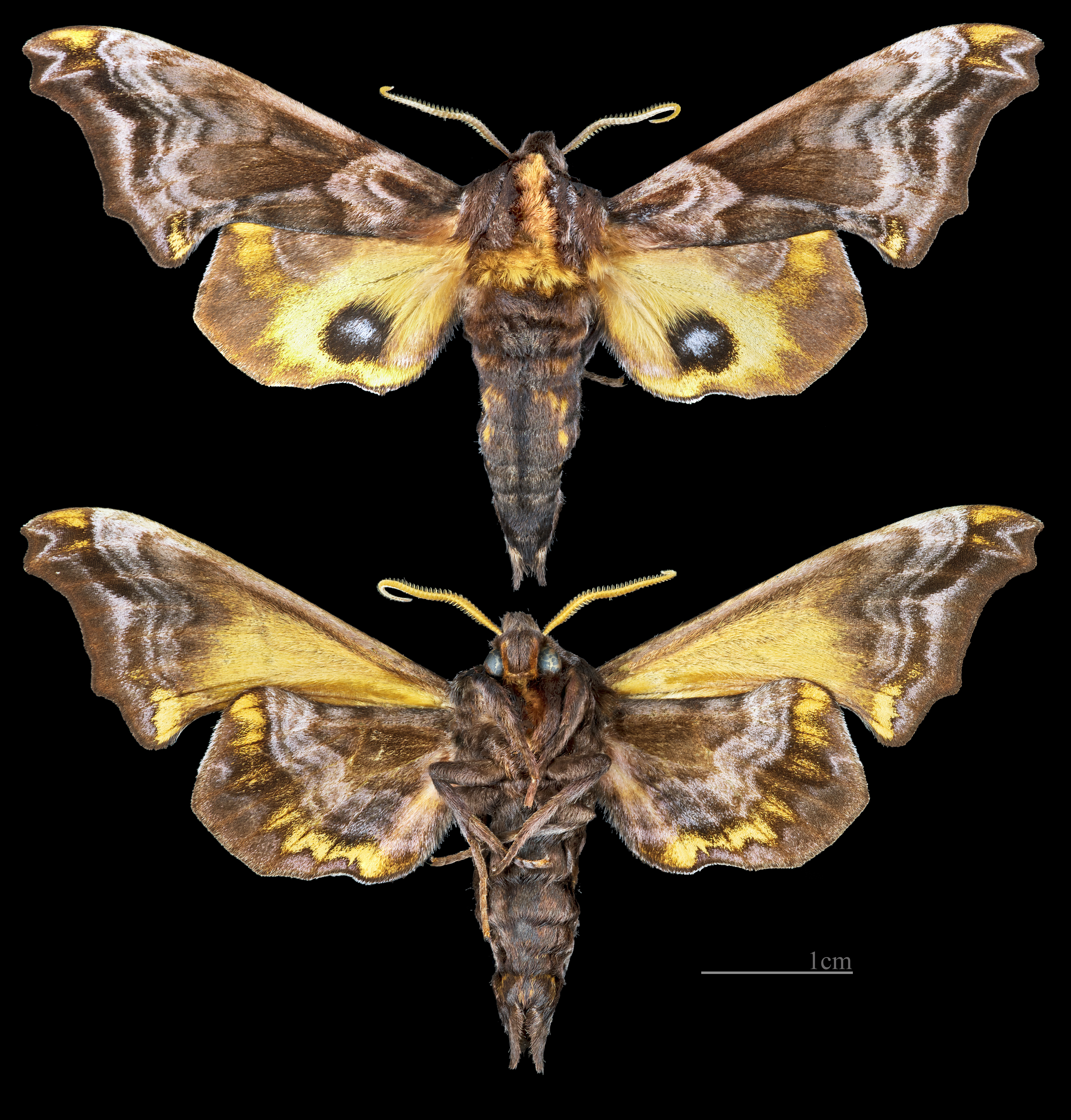
Paonias myops